# Макканн, Керрин
Ке́ррин МакКанн (англ. Kerrin McCann), в девичестве — Ха́йндмарш (англ. Hindmarsh; 2 мая 1967, Балли, Новый Южный Уэльс, Австралия — 8 декабря 2008, Коулдейл, Новый Южный Уэльс, Австралия) — австралийская атлетка.

## Биография
Керрин Хайндмарш (фамилия МакКанн в девичестве) родилась 2 мая 1967 года в Балли (штат Новый Южный Уэльс, Австралия).
Керрин начала атлетическую карьеру в 1979 году. В 2001 году она завоевала «бронзу» на Чикагском марафоне, а в 2002 году на 2002 Commonwealth Games и в 2006 году на 2006 Commonwealth Games — «золото».
В 1991—2008 года (до своей смерти) Керрин была замужем за серфером Грегом МакКанном. У супругов было трое детей: сын Брентон МакКанн (род.15.09.1997), дочь Джози МакКанн (род.2003) и ещё один сын — Купер Патрик МакКанн (род.05.09.2007. 
41-летняя Керрин скончалась 8 декабря 2008 года после годичной борьбы с раком молочной железы у себя дома в Коулдейле (штат Новый Южный Уэльс, Австралия). 